# Publij Sulpicij Galba
Publius Sulpicius Galba Maximus (Publij Sulpicij Galba Maksim) je bil rimski vojskovodja in politik med drugo punsko vojno in drugo makedonsko vojno.
Leta 211 pr. n. št. je bil izvoljen za konzula in je branil Rim med Hanibalovim poskusom obleganja. Naslednje leto je bil poslan kot prokonzul v Grčijo, da bi se vojskoval proti makedonskemu kralju Filipu V.  Njegova prizadevanja so se leta 206 pr. n. št. končala brez večjih rezultatov.
Leta 203 pr. n. št. je bil imenovan za diktatorja. Konzul je ponovno postal leta 200 pr. n. št., ko je vodil rimske sile v drugi makedonski vojni. Uspelo mu je ujeti Apolonijo, nato pa se je umaknil v Ilirijo. Ta demonstracija je kljub temu prepričala Etolsko ligo, da se je postavila na stran Rima.
Leta 197 in 196 pr. n. št. je skupaj s Titom Kvincijem Flaminijem sodeloval v diplomatski misiji v Grčiji, leta 193 pr. n. št. pa je bil poslan na dvor Antioha III. Velikega.
Glej tudi:
- Druga punska vojna
- Druga makedonska vojna